# Проспект Октября (Ярославль)
Проспе́кт Октября́ (бывшая Дворянская улица, Гражданская улица) — одна из главных транспортных магистралей Ярославля, соединяющая центральную часть города с северной. Проспект начинается от Красной площади и заканчивается пересечением с улицей Полушкина Роща. Продолжением проспекта являются Ленинградский проспект и Тутаевское шоссе.

## История
До 1770-х годов дорога из Ярославля в Романов и далее на северо-восток начиналась с улицы Журавлёва, названной по фамилии купца, чей дом располагался на этой улице. Другой вариант названия — Пищальная улица, по профессии жителей — пищальщиков (мастеров-оружейников). Эта улица начиналась там же, где современный проспект, но проходила ближе к Волге.
Современная улица (участок до проспекта Ленина) была проложена в ходе перестройки города по регулярному плану 1778 года и получила название Дворянская по наименованию одного из русских сословий — дворян. Она начиналась от Семёновской площади и проходила до границы города, где была построена Романовская застава. Остальная часть современной улицы была проложена в начале XIX века при строительстве новой Романовской дороги.
В 1918 году коммунисты переименовали Дворянскую улицу в Гражданскую. В 1965 году к Гражданской улице присоединили часть Романовской дороги (переименованную ими к тому времени в Тутаевское шоссе) от проспекта Ленина до железной дороги на Вологду. В 1967 году присоединили ещё одну часть — от железной дороги до начала Ленинградского проспекта. В том же году улицу переименовали в проспект Октября по случаю празднования 50-летия Октябрьской революции.

## Здания и сооружения
- № 5 — Бывший дом Власьевой-Талубаевой[2]
- № 7 — Бывший дом Рачковых, построенный в 1888 году в стиле барокко[3]
- № 10 — Бывший дом Ждановых[4]
- № 11 — Бывший дом дворян Дедюлиных, возведенный в 1780-х годах[5]
- № 12 — Бывший дом Попова[6]
- № 14 — Бывший особняк купцов Кокуевых (стиль модерн) — владельцев гостиницы, располагавшейся у Знаменских ворот[5]
- № 15 — Бывшая усадьба Праведникова[7]
- № 22 — Бывший дом Рожкова[2]
- № 38 — Бывший особняк Ивана Дунаева — владельца табачной фабрики «Балканская звезда», построенный в 1886 году архитектором Николаем Поздеевым[5]. В советское время перестроен (лишился купола).
- № 52 — Клиническая больница № 1
- № 59 — Ярославская областная клиническая наркологическая больница
- № 67 — Областная клиническая онкологическая больница

По другим улицам:
- Республиканская улица, 23 — Управление МВД по Ярославской области («Серый дом»), построенное в 1936 году
- проспект Ленина, 27 — Дворец молодёжи (бывший клуб «Гигант»), построенный в 1934 году в стиле конструктивизм

- Бывший дом Ждановых (№ 10)
- Бывший дом Дедюлиных (№ 11)
- Бывший дом Кокуевых (№ 14)